# Brian Settles
Brian L. Settles (* 16. September 1980) ist ein US-amerikanischer Jazz-Musiker (Sopran- und Tenorsaxophon, Flöte).

## Leben und Wirken
Settles, der aus Washington, DC stammt, besuchte die Duke Ellington School of the Arts, um anschließend an der New School University bei Reggie Workman und Chico Hamilton, dann an der Howard University bei Charlie Young zu studieren, wo er 2008 den Master erwarb. Seitdem arbeitete er mit Musikern wie Gil Scott-Heron, Jason Moran, Steve Neil, Tomas Fujiwara (The Air Is Different, 2012) und dem Bassisten/Tubisten Tom Abbs, mit dem 2003 erste Aufnahmen für CIMP entstanden.  Er war auch Mitglied im von Butch Morris geleiteten Jump Arts Orchestra. 
2011 legte Settles sein Debütalbum Secret Handshake vor (mit Neil Podgurski, Corcoran Holt, Jeremy Carlstedt, Jean Marie Collatin-Faye), gefolgt von Folk (2013). Mitte der 2010er-Jahre arbeitete er mit eigenem Trio, bestehend aus Tarus Mateen und Jeremy Carlstedt, außerdem im Trio mit Jonathan Finlayson und Mike Pride. Er ist mit der Sängerin Jessica Boykin Settles verheiratet. Zu hören ist er u. a. auch auf The Distance (2016) von Michael Formanek & Ensemble Kolossus. Im Trio von Chad Taylor wirkte er an dessen Alben The Daily Biological (2020) und The Reel (2022) mit; mit Taylor spielte er auch im Luke Stewart Silt Trio (The Bottom, 2022) und dessen Remembrance Ensemble (The Order, 2025), außerdem mit Mary Halvorson (About Ghosts, 2025). Im Bereich des Jazz war er zwischen 2003 und 2024 an 26 Aufnahmesessions beteiligt.